# チャーリー・ウィッティンガム
チャールズ・ウィッティンガム（Charles Whittingham、1913年4月13日 - 1999年4月20日）はアメリカ合衆国の調教師。愛称はチャーリー (Charlie) 。また、第二次世界大戦従軍中にマラリアを発症した影響から頭髪を失い、その風貌から「ボールドイーグル（Bold Eagle、禿鷲の意）」とも呼ばれた。カリフォルニア州チュラビスタ出身。兄のジョー・ウィッティンガムは騎手。

## 経歴
兄がホースマンであった影響から、若いころから競走馬に携わる仕事に従事した。カリフォルニア州の各地の競馬場で騎手の代理人や調教師を務めたのち、ホラティオ・ルーロー調教師のもとで調教助手となった。第二次世界大戦時にアメリカ海軍に召集されたが戦後に復帰し、1947年にルーローのもとから独立、厩舎を開業した。1953年にはポーターハウスでステークス競走初勝利およびアメリカ合衆国最優秀2歳牡馬（エクリプス賞の前身）を受賞した。49年間の調教師生活ではステークス競走252勝、全米リーディングトレーナー（首位調教師）7回、エクリプス賞最優秀調教師部門を3回受賞した。とくにハリウッドパーク競馬場とサンタアニタ競馬場では常に毎年首位を獲得していた。
エクリプス賞年度代表馬のアックアック、ファーディナンド、サンデーサイレンスほか数頭のチャンピオン馬（エクリプス賞受賞馬）を育てた。73歳となった1986年のケンタッキーダービーをファーディナンドで優勝し、同競走の最年長調教師勝利記録を打ち立てたほか、その3年後の1989年にもサンデーサイレンスで勝利した。この2頭はともにブリーダーズカップ・クラシックも優勝している。1974年にはアメリカ競馬殿堂入りを果たしている。86歳となった1999年も調教師を続けていたが死亡した。
彼の業績を讃え、現在サンタアニタ競馬場（2013年まではハリウッドパーク競馬場）でチャールズウィッティンガムステークスというG2競走が行われている。